# Николай Желязков (футболист)
 Тази статия е за футболиста.  За волейболиста вижте Николай Желязков.  
Николай Желязков е бивш български футболист, полузащитник.
Роден е на 8 септември 1971 г. в Шумен. Играл е за Шумен, Добруджа, Доростол и Светкавица. В А група има 132 мача и 17 гола. За купата на УЕФА е изиграл 2 мача за Шумен.

## Статистика по сезони
- Шумен – 1990/91 – В група, 6 мача/1 гол
- Шумен – 1991/92 – Б група, 11/2
- Шумен – 1992/93 – Б група, 27/6
- Шумен – 1993/94 – А група, 25/4
- Шумен – 1994/95 – А група, 28/7
- Шумен – 1995/96 – А група, 29/2
- Шумен – 1996/97 – Б група, 31/3
- Шумен – 1997/98 – Б група, 28/4
- Шумен – 1998/99 – А група, 26/1
- Шумен – 1999/00 – А група, 24/2
- Доростол – 2000/ес. - Б група, 5/0
- Добруджа – 2000/ес. - Б група, 7/0
- Светкавица – 2001/пр. - Б група, 11/2
- Светкавица – 2001/02 – Б група, 19/2
- Светкавица – 2002/ес. - Б група, 1/0
- Доростол – 2003/04 – В група, 23/5
- Доростол – 2004/05 – Б група, 14/2